# Galatasaray Istanbul/Saison 1915/16

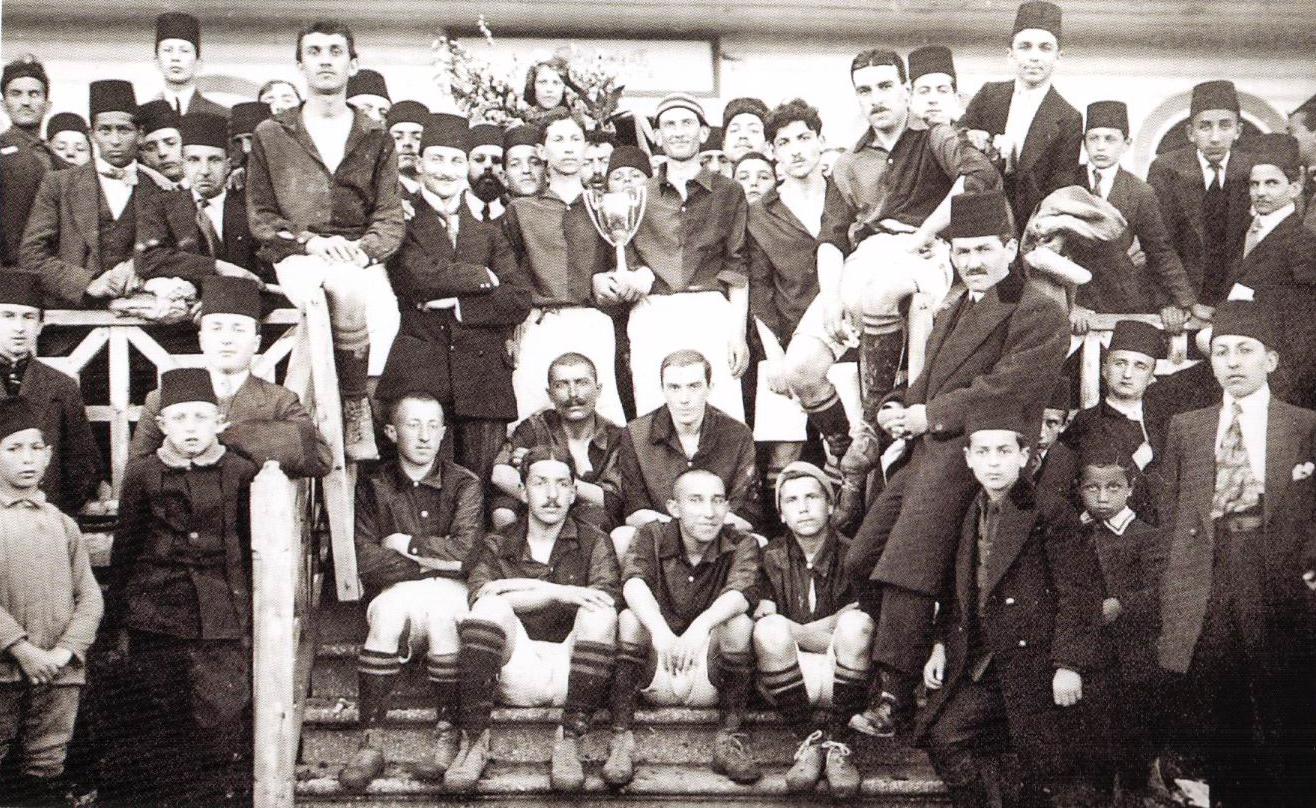
Die Mannschaft der Saison 1915/16

Die Saison 1915/16 von Galatasaray Istanbul war die 10. Saison in der Vereinsgeschichte und die 1. Saison in der İstanbul Cuma Ligi. Der Klub beendete die Saison auf dem 1. Platz und gewann diese zum ersten Mal.

## Personalien

### Kader
| Nat.                   | Name                   |
| Torhüter               | Torhüter               |
| ---------------------- | ---------------------- |
| Osmanisches Reich 1844 | Hamdi Dardağan         |
| Osmanisches Reich 1844 | İzzet                  |
| Abwehr                 |                        |
| Osmanisches Reich 1844 | Ali Müsait             |
| Osmanisches Reich 1844 | Sadi Karsan            |
| Mittelfeld             |                        |
| Osmanisches Reich 1844 | Adnan İbrahim Pirioğlu |
| Osmanisches Reich 1844 | Bekir Sıtkı Bircan     |
| Osmanisches Reich 1844 | İzzet                  |
| Angriff                |                        |
| Rumänien               | Zean Bibescu           |
| Deutsches Reich        | Daniş                  |
| Osmanisches Reich 1844 | Hasnun Galip           |
| Osmanisches Reich 1844 | Sedat Ziya Kantoğlu    |
| Osmanisches Reich 1844 | Muzaffer Kazancı       |
| Osmanisches Reich 1844 | Fazıl Safi Köprülü     |
| Osmanisches Reich 1844 | Nami                   |
| Deutsches Reich        | Emil Oberle            |
| Osmanisches Reich 1844 | Yusuf Ziya Öniş        |
| Osmanisches Reich 1844 | Selami İzzet Sedes     |

## Saison
Alle Ergebnisse aus Sicht von Galatasaray Istanbul.
Die Tabelle listet alle İstanbul-Futbol-Ligi des Vereins der Saison 1915/16 auf. Siege sind grün, Unentschieden gelb und Niederlagen rot markiert.

### İstanbul Cuma Ligi
| ST | Datum             | Gegner                     | Ergebnis |
| -- | ----------------- | -------------------------- | -------- |
| 01 | 3. Dezember 1915  | Anadolu                    | 4:0      |
| 02 | 17. Dezember 1915 | Altınordu İdman Yurdu      | 2:0      |
| 03 | 31. Dezember 1915 | Anadolu Hisarı İdman Yurdu | 5:2      |
| 04 | 14. Januar 1916   | Süleymaniye                | 3:2      |
| 05 | 11. Februar 1916  | Fenerbahçe Istanbul        | 1:3      |
| 06 | 3. März 1916      | Fenerbahçe Istanbul        | 2:2      |
| 07 | 17. März 1916     | Anadolu                    | 1:1      |
| 08 | 31. März 1916     | Altınordu İdman Yurdu      | 5:0      |
| 09 | 14. April 1916    | Anadolu Hisarı İdman Yurdu | 3:0      |
| 10 | 28. April 1916    | Süleymaniye                | 5:2      |